# Зазимський провулок
Зазимський провулок — провулок в Деснянському районі міста Києва, масив Вигурівщина-Троєщина. Пролягає від Радосинської вулиці до Милославського провулку.

## Історія
Виник наприкінці 2010-х під назвою Ватутінський провулок на честь радянського воєначальника, генерала Миколи Ватутіна.
13 липня 2023 року Київська міська рада перейменувала провулок Ватутінський на провулок Зазимський.